# U.S. Tolentino
Unione Sportiva Tolentino là một câu lạc bộ bóng đá Ý nằm ở Tolentino, Marche.

## Lịch sử
Câu lạc bộ được thành lập vào năm 1919.

### Serie C2
Kể từ mùa giải 1996-97 Tolentino đã chơi ở Serie C2 và Serie D.

## Màu sắc và huy hiệu
Màu sắc của đội là toàn màu đỏ thẫm.

## Danh hiệu
- liên_kết= Coppa Italia Marche khu vực:
  - Vô địch 1: 2011-12